# ابی اسمیت
ابی اسمیت (انگلیسی: Abby Smith؛ زادهٔ ۴ اکتبر ۱۹۹۳) بازیکن فوتبال اهل ایالات متحده آمریکا است.
وی همچنین در تیم‌های ملی فوتبال United States women's national under-17 soccer team, United States women's national under-20 soccer team، زیر ۲۳ سال زنان ایالات متحده آمریکا، و زنان ایالات متحده آمریکا بازی کرده‌است.